# 行橋市消防本部
行橋市消防本部（ゆくはしししょうぼうほんぶ）は、福岡県行橋市の消防本部。

## 組織
- 本部
  - 総務課
  - 予防課
  - 警防課
- 消防署

## 主力機械
出典による
- 水槽付き消防ポンプ車 (2台)
- 消防ポンプ車 (1台)
- 救助工作車 (1台)
- はしご車 (1台)
- 広報車 (1台)
- 指令車 (1台)
- 資材運搬車 (1台)
- 救急車 (3台)※うち1台は高規格救急車

## 消防署
行橋市消防本部・行橋市消防署
行橋市中央一丁目9番9号